# Колчин, Виктор Александрович
Виктор Александрович Колчин (1921 — 16 апреля 1945) — участник Великой Отечественной войны, гвардии младший сержант, связист 264-го миномётного Тарнопольского Краснознамённого, ордена Суворова и Кутузова полка 4-го гвардейского танкового Кантемировского ордена Ленина Краснознамённого корпуса.

## Семья
Виктор Колчин родился в 1921 году в крестьянской семье. Родители: мать — Любовь Колчина, отец — Александр Матвеевич Колчин. Дед по отцовской линии был кузнецом. В семье было восемь детей, Виктор был четвёртым.
Братья и сёстры: Варвара (1913 г.р.), Феофан (1915 г.р.), Надежда (1918 г.р.), Алексей (1923 г.р.), Фаина (1925 г.р.), Вера (1926 г.р.), Михаил (1927 г.р.).
До Великой Отечественной войны В. А. Колчин проживал в доме отца, который находился по адресу: г. Ярославль, с. Норское, ул. Некрасовская (ныне — 2-я Краснохолмская), д. 6. Дом существовал до 1980-х годов, потом сгорел и был разрушен. В настоящее время на месте дома находится пустырь.
Был женат на Елизавете Васильевне (в девичестве — Волковой).

## Трудовая деятельность
В начале 1940-х годов В. А. Колчин работал на Ярославском электромеханическом заводе (преемником данного завода является ОАО «Элдин»). В описании истории завода «Элдин» имеются следующие строки: «С 22 июня 1941 года начались горячие военные будни. На заводе было налажено производство танковых стартеров, артиллерийских снарядов и других изделий для нужд фронта. Осенью 1941 года коллектив завода получил задание чрезвычайной важности: освоить изготовление сопла — одной из важнейших деталей снаряда для гвардейских минометов, названных впоследствии „Катюшами“. 1 ноября 1941 года Ярославский электромашиностроительный завод получил приказ об эвакуации в город Томск».
Ранее в Томск по распоряжению руководства СССР был эвакуирован завод из Ленинграда «Электросила», что стало началом развёртывания в Томске строительства масштабного электромоторного завода. Осенью 1941 г. Государственный комитет обороны принял решение эвакуировать из Ярославля цех, который выпускал танковые стартёры СТ-700 и ещё некоторую продукцию оборонного назначения. В конце 1941 г. в составе цеха № 23 Ярославского электромеханического завода, выпускающего танковые стартёры, В. А. Колчин был эвакуирован в г. Томск.
29 ноября 1941 г. в Томск прибыли составы с оборудованием (два эшелона, содержащие около двухсот станков) и людьми Ярославского электромашиностроительного завода. К тому времени в Томск уже началась эвакуация тридцати различных промышленных предприятий. Были проблемы с размещением людей, были сложности в разгрузке и перемещении оборудования. Стояли суровые морозы (температура достигала −40 °C), а пригодные для проживания и работы помещения отсутствовали. Многие эвакуированные заводы размещались в существующих производственных корпусах, но электромоторный завод создавался фактически на пустом месте. Часть оборудования ставилась в корпуса, построенные в срочном порядке, а часть осталась в открытом пространстве.
В начале 1942 года на электромоторном заводе трудилось 1012 рабочих. В марте 1942 г. заводу был спущен жёсткий план по выпуску танковых стартёров. Многие рабочие работали и отдыхали прямо на рабочем месте, не покидая своего цеха. План был выполнен. Колчин Виктор остался в Томске один — жена и маленькая дочка были отправлены к родителям в Ярославль.
О серьёзном отношении В. А. Колчина к работе в Томске говорит тот факт, что в марте 1942 года на возобновлённом в военное время городском слёте стахановцев он оказался в числе лучших 44 рабочих завода. Из заводских документов следует, что в то время В. А. Колчин работал шлифовщиком.
Будучи на хорошем трудовом счету, В. А. Колчин имел «бронь» и не мог быть призван на фронт — такие рабочие нужны были на производстве. Тем не менее, обострение в середине 1943 года военной ситуации побудило многих работников завода с оружием в руках встать на защиту Советской Родины. В середине 1943 года В. А. Колчин принял решение уйти добровольцем на фронт, несмотря на наличие «брони». Как правило, люди уходили на фронт, и уже в дороге писали на завод о своём решении. Кадров не хватало, но люди, оставшиеся работать в тылу, с глубоким уважением относились к решению товарищей встать в ряды действующей армии.
Заводчане помнили своих героев даже спустя десятилетия. Работникам завода, павшим на фронте, на территории предприятия была установлена памятная стела. Имя В. А. Колчина также было на ней выбито. В 1970 году в ознаменовании 30-летия Победы в Великой Отечественной войне работники завода провели мероприятие «15 ударных декад». Бригады завода были названы в честь работников завода, не вернувшихся с войны. Рабочие взяли обязательства сделать нормы за себя и за них, как будто эти люди стоят сейчас рядом с ними и трудятся вместе плечом к плечу. В те торжественные дни была бригада, названная в честь В. А. Колчина.

## Боевой путь
В действующую армию В. А. Колчин попал 6 июня 1943 года. Томским городским военным комиссариатом он был определён в связисты, для чего в первые месяцы, скорее всего, проходил специальное обучение.
Связисты (радисты и телефонисты) на фронте были важны и незаменимы. Боевые действия велись на передовых рубежах, а командование, руководившее ходом военных операций, сосредотачивалось в штабе, часто находившемся на значительном расстоянии от отдельных частей и соединений. Вся координация боевых действий осуществлялась через телефонную и радиосвязь. Связист обязан был проложить связь до начала боя или прямо во время боя, а также своевременно убрать всё оборудование в случае отступления или перемещения войск. Разрывы мин и бомб приводили к постоянному нарушению связи. Задачей телефонистов было её срочное восстановление, невзирая на опасность и зачастую ценой собственной жизни. Полк мог насчитывать несколько десятков связистов.
Боевой путь В. А. Колчина прошёл в 264-м минометном полку 4-го Гвардейского Кантемировского Танкового Корпуса.
С 3 по 23 августа 1943 года проводилась завершающая стадия Курской Битвы, получившая название Белгородско-Харьковская операция. Полк принимал участие в боях на харьковском направлении и сначала относился к Воронежскому фронту. Затем был сформирован 1-й Украинский фронт, куда вошёл 4-й танковый корпус вместе с 264-м миномётным полком.
См. полный боевой путь 264-го миномётного полка.

## Боевой подвиг
В. А. Колчин находился в звании гвардии младшего сержанта, в боевых действиях принимал участие с 20 декабря 1943 года до дня своей гибели 16 апреля 1945 года. За проявленное мужество он был дважды награждён медалью «За отвагу», орденом Славы 3-й степени и орденом Красной Звезды.
После затяжных боёв конца 1943 — начала 1944 годов первые приказы о награждении по 264-му миномётному полку появились только 17-19 февраля 1944 года. Гвардии младший сержант Колчин Виктор Александрович был дважды представлен к медали «За отвагу» за то, что на всем протяжении боев с 20.12.43 г. по 16.02.44 г. «неоднократно самоотверженно устранял порывы связи под сильным огнём противника», «обеспечивал бесперебойную работу радиосвязи штаба полка со штабами дивизионов, не взирая на огневые налеты и действия авиации противника».
Орден Славы 3-й степени был вручён Колчину В. А. за то, что «в боях в районе г. Золочева 22 июля 1944 г., находясь с передовыми частями пехоты с задачей держать непрерывную связь по рации между КП командира полка и пехотным командиром, участвовал в отражении контратаки противника, уничтожив из своего автомата 2-х солдат и 5 взял в плен. Действуя вместе с пехотой, первым ворвался в окопы противника и уничтожил 6 немцев».
К ордену Красной Звезды Колчин В. А. был представлен за то, что «28.10.1944 г., находясь на НП 6-й батареи в районе села Кружлова, держал бесперебойную связь по радио между ОП и НП. Когда противник, перейдя в контратаку, подошёл к НП, тов. Колчин огнём из личного оружия отражал контратаку пехоты противника, уничтожив при этом 6 гитлеровцев».

## Гибель и память
Переход из Польши в Германию для 264-го миномётного полка ознаменовался 16 апреля 1945 года началом тактического прорыва обороны противника в междуречье рек Нейсе и Шпре. Прорыв начался с форсирования советскими войсками реки Нейсе и выходу к городу Емлиц. В этот день в боях с немецкими захватчиками В. А. Колчин был убит
Из документов следует, что первоначальным местом погребения В. А. Колчина было место боёв Красной Армии. В дальнейшем останки В. А. Колчина были перезахоронены в мемориале воинам-освободителям и узникам лагерей в городе Хойерсверда (Саксония, Германия).
Мемориальное воинское кладбище расположено в районе Нойнштадт города Хойерсверды. Оно представляет собою площадь 50×100 м, выложенную плитами. В центре площади стоит обелиск, рядом с ним чаша для вечного огня. За монументом установлены 6 больших плит над братскими могилами, на которых выбиты имена павших. Всего в мемориале захоронено 406 человек, из которых 167 солдат и офицеров Красной Армии, 12 солдат 2-й Польской Армии, 79 советских военнопленных и угнанных в плен рабочих, 135 польских узников лагерей, 13 узников из Югославии и других стран. Известны только 260 имён погребённых, 146 имён неизвестны.
Власти города Хойерсверда с почтением относятся к захоронению воинов и узников лагерей. В честь 30-летия со дня освобождения города от нацистского режима состоялось торжественное открытие созданного скульптором Юргеном фон Войски в сотрудничестве с архитектором Зигбертом Ланген фон Хатцфельд мемориального комплекса. На больших плитах из песчаника увековечены имена похороненных здесь воинов и жертв. Центральная скульптура человека, стоящего на коленях, символизирует несломленную волю к свободе и взывает к памяти о преступлениях прошлого.